# وایکاتو
وایکاتو (انگلیسی: Waikato) یکی از منطقه‌های کشور نیوزیلند است.
این منطقه دارای ۴۳۹٬۲۰۰ نفر جمعیت و ۲۵٬۰۰۰ مترمربع مساحت می‌باشد و مرکز شهر هامیلتون است.